# Unserfrau
Unserfrau ist eine Ortschaft und eine Katastralgemeinde der Gemeinde Unserfrau-Altweitra im Bezirk Gmünd in Niederösterreich mit 225 Einwohnern (Stand 1. Jänner 2024). Bis Ende 1970 war Unserfrau eine eigenständige Gemeinde.
Unserfrau ist Sitz der Gemeindeverwaltung und direkt an Altweitra, der einstigen Altsiedlung von Weitra, angebaut.

## Geografie
Das links der Lainsitz gelegene Dorf ist über die Gmünder Straße erreichbar, von der die Landesstraße L8210 in den Ort abzweigt. Der Ort erstreckt sich von den Niederungen der Lainsitz auf eine kleine Anhöhe, auf der sich auch die Kirche befindet. Am 1. April 2020 umfasste die Ortschaft 114 Adressen.

## Geschichte
Die Pfarrkirche Mariä Geburt liegt auf einer Anhöhe und hieß ursprünglich Unser Frau am Sande. Der Legende nach soll ein Hochwasser eine hölzerne Marienstatue auf einem Sandhügel angeschwemmt und damit den Wallfahrtsort begründet haben. Im Jahr 1340 wird mit der Nennung der Pfarre auch der Ort erstmals urkundlich belegt. Im Jahr 1822 wurde der Ort als Dorf mit 26 Häusern genannt, das über eine Pfarre und eine Schule verfügte. Die Herrschaft Weitra besaß die Ortsobrigkeit, übte die Landgerichtsbarkeit aus und besorgte die Konskription. Die Untertanen und Grundholde des Ortes gehörten den Herrschaften Weitra, Engelstein und Zwettl.
Laut Adressbuch von Österreich waren im Jahr 1938 in der Ortsgemeinde Unserfrau ein Bäcker, ein Fellhändler, ein Fleischer, zwei Gastwirte, zwei Gemischtwarenhändler, eine Mühle mit Sägewerk, zwei Schneiderinnen, ein Schuster, ein Stechviehhändler und mehrere Landwirte ansässig.
Im Rahmen der Niederösterreichischen Kommunalstrukturverbesserung konstituierten sich die damaligen Ortsgemeinden Altweitra, Heinrichs bei Weitra, Oberlembach, Pyhrabruck, Schagges, Ulrichs und Unserfrau per 1. Jänner 1971 zur Gemeinde Unserfrau-Altweitra.

## Siedlungsentwicklung
Zum Jahreswechsel 1979/1980 befanden sich in der Katastralgemeinde Unserfrau insgesamt 50 Bauflächen mit 22.387 m² und 46 Gärten auf 20.832 m² und auch 1989/1990 waren es 50 Bauflächen. 1999/2000 war die Zahl der Bauflächen auf 273 angewachsen und 2009/2010 waren es 127 Gebäude auf 273 Bauflächen.

## Öffentliche Einrichtungen
In Unserfrau befindet sich ein Kindergarten und eine Volksschule.

## Landwirtschaft
Die Katastralgemeinde ist landwirtschaftlich geprägt. 196 Hektar wurden zum Jahreswechsel 1979/1980 landwirtschaftlich genutzt und 89 Hektar waren forstwirtschaftlich geführte Waldflächen. 1999/2000 wurde auf 167 Hektar Landwirtschaft betrieben und 108 Hektar waren als forstwirtschaftlich genutzte Flächen ausgewiesen. Ende 2018 waren 163 Hektar als landwirtschaftliche Flächen genutzt und Forstwirtschaft wurde auf 108 Hektar betrieben. Die durchschnittliche Bodenklimazahl von Unserfrau beträgt 20,9 (Stand 2010).

## Sehenswürdigkeiten
- Pfarrkirche Unserfrau